# فتاة ساحرة

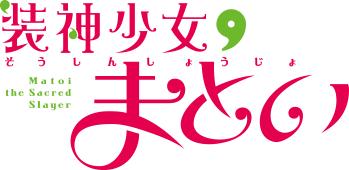
شعار ماتوي القاتل المقدس

فتاة ساحرة(بالإنجليزية: Magic girl)‏ وهو الانمي الذي يحتوي على سحر أو شخصيات لديها طاقات سحرية مختلفة، مثل سيلور مون.

## أمثلة
- Magical Girl Lyrical
- Negima!?
- Shuffle! Memories
- Sasami
- Magical Girl Club